# Catedral de Santa Maria de Pamplona
A Catedral de Santa Maria de Pamplona é um templo católico da cidade de Pamplona (Comunidade Foral de Navarra, Espanha). É um complexo arquitetônico dos mais completos por apresentar além dos habituais em outras catedrais como igreja, claustro, capítulo e sacristia, conta com silhar, refeitório e dormitório; que são mais próprios dos mosteiros. As estâncias são de diferentes épocas e estilos, predominando o gótico entre os séculos XIV e XVI.
Está situada no local ocupado pela catedral românica.